# Monosalpinx
Monosalpinx là một chi thực vật có hoa trong họ Thiến thảo (Rubiaceae).

## Loài
Chi Monosalpinx gồm các loài: